# Драва (Пољска)
Драва (пољ. Drawa) је река у Пољској. Драва је десна притока реке Нотећ. Дугачка је 186 km, са површином слива око 3300 km².

## Ток реке
Извор реке се налази у околини села Здроје у општини Полчин-Здрој (пл. - Połczyn-Zdrój). Потом протиче кроз резерват „Долина Пет Језера“, кроз Жердно и најдубље језеро у војводству Западно Поморје - Дравско језеро. Потом протиче кроз језеро Вилчково, градове Злоћењец и Дравско Поморскје, језеро Лубје, језеро Вјелкје Дебно. Даље пролази кроз град Дравно. Река чини границу између војводстава Великопољског и Лубушког. У близини града Кшиж Вјелкополски улива се у реку Нотећ.

## Туризам
Кроз Драву од Чаплинка кроз Дравско језеро све до Нотећа пролази траса за кајаке.